# 不朽 (米兰·昆德拉)
《不朽》（捷克語：Nesmrtelnost），是捷克裔法國作家米蘭·昆德拉第六部長篇小說作品，於1987-1988年寫成。

## 創作及出版
繼《生命中不能承受之輕》後，《不朽》是昆徳拉最後一部用捷克語寫成的小說，也是他第一部以法國作為背景的小說。原文版本最初僅用於法語翻譯，而法文版本在1990年出版，隨後於1993年出版捷克文版本。為了讓原文及翻譯本具有相同的效力，昆德拉親自審定其法文版本 (譯者為 Eva Bloch)，以及其他語言的版本如英文、義大利文、德文等。他自言他用一年半完成小說寫作，但花了兩年翻譯；前者是在最佳狀態完成，後者卻令他疲憊不堪。
比起以往昆德拉的作品相比，該書更針對以法國讀者為目標，政治意味減少了很多，也減少捷克元素 (如沒有捷克人物出現、作者流亡海外的動機)。它只包含了一些關於捷克斯洛伐克的回憶及經驗 (如在小時候聽說在摩拉維亞村子的一個村長會在自我感覺良好的時候躺進在客廳攞放的一副敞開的棺材，以想像及感受不朽；以及在布拉格的舊城廣場的鐘樓等)。取而代之的是更多的哲學思考。

## 綱要
本書分成七個部分，透過阿涅絲、其丈夫保羅及其妹蘿拉等人之生活，以及歌德與貝蒂娜之故事，敘述作者對「不朽」此概念的構想。

### 第一部：臉
〈臉〉此一部開端即描摹作者在巴黎的一棟現代建築頂樓的健身俱樂部看見游泳池中的老婦人，被她醉人的回頭招手動作所吸引，但隨即轉念想到此手勢之迷人，應屬年輕女子，而非出自已約六十歲之婦人。作者由此説：「或許只在某些特殊時刻，我們才會意識到自己的年齡，大部分的時候，我們都處在無年齡的狀態。」接着，作者從這個手勢想像出阿涅絲這位角色，整個部分都圍繞阿涅絲而寫，包括她年輕時與父親之對話、其父之死及財產分配問題、她與妹妹蘿拉之關係等等。作者又述說了阿涅絲這個不朽之手勢的來源。
作者以藉由一個老婦人的手勢來想像出阿涅絲一角反思人的獨特性：他指出這世上存在的手勢遠遠少於世上存在的個人，即「人多手勢少」；因此，人並非是創造出獨一無二的個人手勢以表達自己的感覺與看法，而是借用不具原創性、通用的手勢的力量。

### 第二部：不朽
第二部以與書同名之「不朽」為題，卻非上承第一部續道阿涅絲之事，而轉述德國詩人歌德與貝婷娜邂逅之軼事。貝婷娜從小就從母親之口聞得歌德之事跡，深生傾慕，長大後即嘗試接近歌德。他倆於1807年相遇，二人相差三十六歲。當時，貝婷娜以孩子的模樣，坐上歌德雙腿之上，主導着整次的會面。從此，以小孩之模式行事，便成為貝婷娜與歌德相處之特有方式。作者於此一再強調二人之事，並非愛情故事；而貝婷娜之接觸歌德，亦非因其為歌德之故。貝婷娜希望在歌德身上追求的，不是愛情本身，而是不朽。

### 第三部：鬥爭
〈鬥爭〉一部又回到阿涅絲及其周遭之人身上。此部敘述蘿拉與年紀比她輕的貝爾納（一名電台記者）相戀，二人原本相安無事，貝爾納亦享受與一較他年長的女人交往。然而，貝爾納後來因工作遭受打擊，開始變得沉默不語，即使在蘿拉面前，亦顯出納悶之樣子。蘿拉對此作出猜想，但就是沒有開口向他詢問箇中原因，並反倒以為貝爾納事業順利，暗結新歡。蘿拉為了挽救戀情，遂向貝爾納提出結婚的要求，更一度計劃自殺。最後，在阿涅絲及其夫保羅的勸阻下，蘿拉放棄自殺，並與貝爾納分手。可是，亦正因此事，展開了蘿拉與阿涅絲的鬥爭──蘿拉愛上了姐夫保羅。

### 第四部：感性人
〈感性人〉一部，述說的是歌德死後對他的「永恆的審判」。作者引述里爾克、羅曼·羅蘭及保羅·艾呂雅三人之證詞，記錄他們對歌德及貝婷娜二人之事之評論。

### 第五部：偶然
阿涅絲因繼承了父親部分遺產，得有餘錢每年到瑞士阿爾卑斯山兩三次，以享受片刻之孤獨。後來，阿涅絲得到一個升遷的機會──獲分派到瑞士工作──於是她有了藉口在當地長住下來，實現了近日縈繞她腦海的想法。〈偶然〉一部即在此背景下開始。當時阿涅絲正打算從瑞士的旅館返家作別。然而，她卻在途中遇上了車禍，身受重傷，被送進醫院。另一邊廂，作者的友人阿弗納琉斯教授向作者說出自己一個消遣：截破車子的輪胎。此時，保羅接到電話，得悉阿涅絲受重傷送院，打算開車趕赴醫院，卻發現輪胎遭人截破，無緣見阿絲涅最後一面。

### 第六部：鐘面
此部以鐘面為生命之喻，道出生命不過不斷輪迴，並沒有直線前進。此喻之意，即指生命本身乃圍繞一主題而行，所有之事，都不過是該主題之變奏。此部且以魯本斯與女人之相處、交歡，指出主角所經歷之人、物、事，以及經過之階段雖有不同，卻不過是不斷的重複。

## 主題分析
昆德拉想展示自我和自我形象之間的區別，這是自我的兩個組成部分。 如果自我是必朽的，那麼形象就可成為不朽。 他以歐洲文化為例反映追求不朽的渴望。
渴望不朽的個體將只會專注形象而不是個體，因為形象變得比個體更真實。 這就是為什麼我們立志以他人作為典範，立志追求不朽的人（如歌德），然後鄙視自己的個性。
在小說第五部第九章中，昆徳拉表示他把現正寫作的小說《不朽》的書名弄錯了，其真正的書名應是《生命中不能承受之輕》；可見《不朽》可被視為昆德拉前作的姊妹篇。阿涅絲試圖在丈夫和歷史面前隱藏自身面目，與薩賓娜渴望存在之輕、拒絕為他人負上責任的個性相似，可被視為她的精神親屬。意象形態也是昆德拉對媚俗的詮釋。

## 藝術特色
本書結構及深度與昆德拉的影響者赫爾曼·布洛赫相近，昆德拉經常在其文學評論集提及他的小說《夢遊者》。